# エマヌエーレ・クリアレーゼ
エマヌエーレ・クリアレーゼ （Emanuele Crialese, 1965年7月26日 - ）は、イタリアの映画監督、脚本家である。

## 来歴
1965年6月26日、シチリア人の両親の元、ローマで生まれた。1991年に渡米し、ニューヨーク大学で映画製作を学ぶ。在学中に『Heartless』（1994年）など数本の短編映画を製作し、1995年に卒業。2年後の1997年にニューヨークを舞台にした『Once We Were Strangers』で長編映画監督としてデビュー。同作が翌1998年のサンダンス映画祭に出品され、同映画祭のコンペティション部門に招待された初のイタリア人となった。
その後、イタリアに帰国し、2002年にヴァレリア・ゴリノを主演に迎え、シチリアのランペドゥーザ島を舞台にした長編2作目の『グラツィアの島』を発表。第55回カンヌ国際映画祭の批評家週間部門でグランプリを受賞した。2006年にはシャルロット・ゲンズブールを起用し、20世紀初頭にイタリアからアメリカへと移住した一家を描いた長編3作目の『新世界』を発表。第64回ヴェネツィア国際映画祭で銀獅子賞を受賞した。同作はシチリア系アメリカ人であるマーティン・スコセッシがアメリカでの公開に携わった。
2011年、南イタリアの難民を描いた長編4作目の『海と大陸』を発表。第68回ヴェネツィア国際映画祭で審査員特別賞を受賞した。また、同作は第84回アカデミー賞アカデミー外国語映画賞でイタリア代表作品に選出されたが、最終選考には残らなかった。
2022年、ペネロペ・クルスを主演に迎えた自伝的長編映画『無限の広がり』が第79回ヴェネツィア国際映画祭のコンペティション部門に選出された。

## フィルモグラフィ
- Call Me （1991年） 短編
- Heartless （1994年） 短編
- Once We Were Strangers （1997年）
- グラツィアの島 Respiro （2002年）
- 新世界 Nuovomondo （2006年）
- 海と大陸 Terraferma （2011年）
- 無限の広がり L'immensità（2022年）